# レジェンドハンター
レジェンドハンター（欧字名:Legend Hunter、1997年5月26日 - 2008年12月13日）は、日本の競走馬。主な勝ち鞍に1999年のデイリー杯3歳ステークス、2003年の全日本サラブレッドカップ。
笠松競馬に所属しながら中央競馬のレースに挑戦、前述の通り1999年のデイリー杯3歳ステークスを制したほか、朝日杯3歳ステークスでは1番人気に支持され2着となるなど活躍した。

## 経歴

### デビューまで
1997年3月18日、北海道静内町のカタオカ牧場にて生まれる。翌年の11月の暮れ、馬主の広瀬和雄が調教師の高田勝良とともにカタオカ牧場を訪れ、肩口を怪我した競走馬を紹介される。広瀬曰く「顔つきはあんまりええ男やない」との事であったが、状態を了承し購入に至った。その後、笠松競馬の主催者がファンから募集し、選出された「レジェンドハンター」という馬名が与えられた。
入厩後、能力試験の直前に行われた追い切りで37秒台という驚異的なタイムを出し関係者を驚かせる。だがこの激走の影響かレジェンドハンターはソエ（管骨骨膜炎）を患い、この状態のままデビューを迎えることとなった。

### 2歳時（旧3歳・1999年）
1999年6月21日、笠松競馬場第2競走で安藤勝己を鞍上にデビュー。1番人気に支持されたが、前述のソエの影響もありここでは2着となる。しかし2戦目を2着に7馬身差を付けて圧勝すると、3戦目も2着に6馬身付けて勝利、重賞初参戦となる兼六園ジュニアカップでは2番人気であったが、1番人気に支持されていたシュウタイセイに7馬身差を付けて圧勝。この勢いで中央のレースへの参戦が決まり、10月23日のデイリー杯3歳ステークスへ出走することとなった。レースではスタートからハナを切り、そのままリードを広げ、直線ではラガーレグルスが追い込んで来たものの届かず、2馬身1/2差で逃げ切り勝ちを収めた。この勝利から朝日杯3歳ステークスにも出走が決まり、当日は地方所属馬ながら1番人気に支持される。ここではスタートからハナを切ることはなく、前半は3番手あたりに位置し、第4コーナーから一気に抜け出した。しかし、このまま1着になると思われたところで、4番人気で後に香港でGⅠを3勝することになるエイシンプレストンに差し切られて2着となった。
これら活躍により、NARグランプリ1999のサラブレッド系3歳最優秀馬に選出される。

### 3歳時（旧4歳・2000年）
この年、春は中央の芝クラシックを目指す。ただ当時地方所属馬が中央のクラシック競走に出走するには、地元のステップレースを勝ってトライアルに出走しそこで出走権を獲得する必要があった。本馬の場合皐月賞トライアルに出るには地元のステップレース・1月23日のゴールドジュニアに勝たねばならなかったが、球節の捻挫でここを使えず皐月賞出走が不可能となる。その後は東京優駿（日本ダービー）を目指し3月の名古屋のスプリングカップに出走、2着に8馬身差の圧勝で重賞3勝目を挙げてダービートライアルへの出走権を得たが、故障により春の中央クラシックへの挑戦は叶わなかった。半年間の休養を経て出走した東海クラウンでも7馬身差の圧勝を見せ、再びの中央参戦が決まり、スワンステークスに出走することとなった。ここでも1番人気に支持されたが、レースは3着以内が6番人気以下の3頭で決まる波乱となり、レジェンドハンターは16着と大敗、初めて連対を外すことになった。その後全日本サラブレッドカップにも1番人気で挑んだが、ここでも8着と惨敗。この年はこれ以上出走しなかった。

### 4歳時（2001年）
2月の東海クラウンより始動し勝利。続く黒船賞では2番人気に支持され結果は3着であったが、東海桜花賞で1番人気に応える1着となる。かきつばた記念にも1番人気で出走するが、ブロードアピールら中央勢に届かず3着。ここで昨年のスワンステークスぶりに中央の芝レースへの参戦が決まり、テレビ愛知オープンに1番人気で出走。中央所属の重賞勝ち馬も多数出走する中、2着に1馬身差で勝利した。その後の名港盃も勝利、小倉日経オープンでは2着と健闘し、9月の東京盃へ挑んだが7着に沈む。この後、1年間の休養となる。

### 5歳 - 6歳時（2002 - 2003年）
休養を経て、東海菊花賞より始動するも競走中止してしまう。次走のミルクカップでは1着となり勢いを取り戻したと思われたが、続くゴールド争覇、年明け後の東海桜花賞ではどちらも着外に終わる。その後地元の特別競走を2連勝し、久々の中央重賞であるプロキオンステークスに和田竜二を鞍上に出走する。しかし、優勝したスターリングローズに2.5秒離された16着のシンガリ負けを喫してしまう。だが、ここから地元の特別戦を連勝、さらにスプリントも制し、3連勝で全日本サラブレッドカップへ挑むことになった。このレースではスタートからハナを切り、懸命に逃げ、追いすがるスターリングローズを振り切り1着でゴールイン。プロキオンステークスの借りを返した形になった。その後、年末の兵庫ゴールドトロフィー3着を最後にレースを終える。

### 7歳 - 8歳時（2004 - 2005年）
1年近い休養を挟み、11月の下呂特別より始動し1着。その後、昨年同様全日本サラブレッドカップから兵庫ゴールドトロフィーの順で出走したが、どちらも9着と惨敗。年明けのウインター争覇は勝利したものの、続くマーチカップでは前走で下したタイムトゥチェンジに1.2秒離された4着に終わる。そして東海桜花賞3着を経て、生涯最後の中央挑戦となるテレビ愛知オープンに出走したが、シーイズトウショウの10着に大敗。しかし次走のサマーカップは2着に2馬身差をつけ難なく勝利した。続くくろゆり賞では5着、大垣共立銀行杯で勝利し川崎の地方全国交流の重賞・報知オールスターカップへ挑んだが10着となり、年末に地元の重賞を2戦しそれぞれ3着、2着の結果を残しこの歳の年のレースを終えた。

### 9歳 - 10歳時（2006 - 2007年）
年明けの白銀争覇より始動し2着。これが自身の最後の重賞入着となる。そこから名古屋の特別と船橋へ遠征しての地方全国交流のオープン特別・房の国オープン、名古屋の特別と入着止まり、続く重賞のサマーカップは7着と着外に敗れた。続くA2の乗鞍短距離特別では半年ぶりに勝利するが、この年は笠松グランプリなど2戦してどちらも勝てずに終わった。年明け後は白銀争覇など2戦し7着、5着と凡走するが、その後A2の特別戦を10歳にして3連勝する。続く東海クラウン、サマーカップのどちらも8着に終わったが、揖斐峡特別では勝利。しかしこの後は地元のA2条件の特別を2戦していずれも勝てず、ついに引退が決まる。いろり火特別をラストランとし、2番人気で挑んだが7着に敗れ、8年間の競走馬生活にピリオドを打った。なお、前日の古太尽特別では、レジェンドハンターの翌年に同じく笠松所属としてデイリー杯3歳ステークスを制したフジノテンビーも引退している。

### 引退後
引退後は土佐黒潮牧場で余生を送ることになった。だが、引退からわずか1年後の2008年12月13日、腸炎により死亡した。11歳没。
2025年2月21日、令和7年（2026年）度の笠松競馬における重賞・準重賞の変更点発表において、重賞競走であるウインター争覇が2026年より本馬の名を冠した「レジェンドハンター記念」に改称されることが発表された。

## 競走成績
以下の内容は、JBISサーチおよびnetkeiba.comに基づく。
| 競走日     | 競馬場 | 競走名              | 格     | 距離（馬場）  | 頭 数 | 枠 番 | 馬 番 | オッズ （人気） | 着順 | タイム （上がり3F） | 着差 | 騎手      | 斤量 [kg] | 1着馬（2着馬）         | 馬体重 [kg] |
| ---------- | ------ | ------------------- | ------ | ------------- | ----- | ----- | ----- | --------------- | ---- | ------------------- | ---- | --------- | --------- | ---------------------- | ----------- |
| 1999.06.21 | 笠松   | チャレンジ（新馬）  |        | ダ0800m（良） | 10    | 7     | 8     | 000.00（1人）   | 02着 | R0:48.4             | -0.5 | 0安藤勝己 | 54        | マエストロセゴビア     | 482         |
| 0000.07.26 | 笠松   | チャレンジ          |        | ダ0800m（良） | 10    | 2     | 2     | 001.10（1人）   | 01着 | R0:48.2             | -1.5 | 0安藤勝己 | 54        | （ツカサドラムール）   | 488         |
| 0000.09.12 | 笠松   | 3才イ               | 特別   | ダ1400m（重） | 5     | 1     | 1     | 001.20（1人）   | 01着 | R1:29.3             | -1.2 | 0安藤光彰 | 54        | （ニッシンアルペン）   | 496         |
| 0000.09.26 | 金沢   | 兼六園ジュニアC     | 重賞   | ダ1400m（重） | 9     | 8     | 9     | 002.50（2人）   | 01着 | R1:28.1             | -1.5 | 0安藤勝己 | 54        | （シュウタイセイ）     | 494         |
| 0000.10.23 | 京都   | デイリー杯3歳S      | GII    | 芝1600m（良） | 11    | 7     | 8     | 016.30（6人）   | 01着 | R1:34.6（34.4）     | -0.4 | 0安藤勝己 | 53        | （ラガーレグルス）     | 496         |
| 0000.12.12 | 中山   | 朝日杯3歳S          | GI     | 芝1600m（良） | 16    | 5     | 9     | 002.70（1人）   | 02着 | R1:34.8（36.6）     | -0.1 | 0安藤勝己 | 54        | エイシンプレストン     | 502         |
| 2000.03.29 | 名古屋 | スプリングC         | SPII   | ダ1600m（重） | 12    | 7     | 10    | 001.00（1人）   | 01着 | R1:41.3             | -1.7 | 0安藤勝己 | 54        | （マッキーローレル）   | 498         |
| 0000.09.27 | 笠松   | 東海クラウン        | A12B12 | ダ1800m（良） | 10    | 6     | 6     | 001.10（1人）   | 01着 | R1:56.9             | -1.5 | 0安藤勝己 | 53        | （ロングリリーフ）     | 536         |
| 0000.10.28 | 京都   | スワンS             | GII    | 芝1400m（良） | 17    | 8     | 16    | 003.40（1人）   | 16着 | R1:23.2（38.2）     | -2.8 | 0安藤勝己 | 55        | ダイタクヤマト         | 520         |
| 0000.11.28 | 笠松   | 全日本サラブレッドC | GIII   | ダ1400m（良） | 10    | 7     | 8     | 000.00（1人）   | 08着 | R1:28.0             | -1.5 | 0安藤勝己 | 54        | ハカタビッグワン       | 530         |
| 2001.02.28 | 笠松   | 東海クラウン        | A12B12 | ダ1800m（重） | 9     | 8     | 8     | 001.30（1人）   | 01着 | R1:55.0             | -0.4 | 0安藤勝己 | 53        | （ダイコクテイオー）   | 542         |
| 0000.03.20 | 高知   | 黒船賞              | GIII   | ダ1400m（稍） | 12    | 7     | 10    | 000.00（2人）   | 03着 | R1:28.5（40.0）     | -0.4 | 0安藤勝己 | 56        | ノボジャック           | 534         |
| 0000.04.11 | 名古屋 | 東海桜花賞          | SPI    | ダ1400m（良） | 12    | 5     | 5     | 001.60（1人）   | 01着 | R1:25.6             | -0.1 | 0安藤勝己 | 54        | （ブラウンシャトレー） | 526         |
| 0000.05.03 | 名古屋 | かきつばた記念      | GIII   | ダ1400m（重） | 12    | 5     | 5     | 000.00（1人）   | 03着 | R1:25.9             | -0.4 | 0安藤勝己 | 56        | ブロードアピール       | 526         |
| 0000.06.09 | 中京   | テレビ愛知OP        | OP     | 芝1200m（良） | 13    | 7     | 12    | 003.40（1人）   | 01着 | R1:08.6（35.1）     | -0.2 | 0安藤勝己 | 56        | （ノボリユキオー）     | 520         |
| 0000.07.04 | 名古屋 | 名港盃              | SPII   | ダ1900m（良） | 11    | 4     | 4     | 001.20（1人）   | 01着 | R2:02.2             | -0.7 | 0安藤光彰 | 57        | （ゴールドプルーフ）   | 520         |
| 0000.08.18 | 小倉   | 小倉日経OP          | OP     | 芝1200m（良） | 11    | 6     | 6     | 001.60（1人）   | 02着 | R1:08.9（35.2）     | -0.2 | 0安藤勝己 | 57        | オーソリティー         | 528         |
| 0000.09.27 | 大井   | 東京盃              | GII    | ダ1200m（良） | 16    | 1     | 1     | 000.00（3人）   | 07着 | R1:11.9（37.1）     | -1.0 | 0山崎真輝 | 56        | ノボジャック           | 526         |
| 2002.10.30 | 名古屋 | 東海菊花賞          | SPI    | ダ1900m（良） | 11    | 5     | 5     | 000.00（2人）   |      | 競走中止            |      | 0安藤勝己 | 57        | ブラウンシャトレー     | 516         |
| 0000.11.11 | 笠松   | ミルクC             | A      | ダ1600m（重） | 10    | 8     | 9     | 001.00（1人）   | 01着 | R1:40.8             | -0.3 | 0安藤勝己 | 56        | （タツミランラン）     | 525         |
| 0000.12.04 | 名古屋 | ゴールド争覇        | SPI    | ダ1900m（不） | 11    | 6     | 7     | 000.00（1人）   | 07着 | R2:03.5             | -2.2 | 0安藤勝己 | 57        | ホウシュウタイム       | 526         |
| 2003.04.10 | 名古屋 | 東海桜花賞          | SPI    | ダ1400m（稍） | 11    | 4     | 4     | 000.00（4人）   | 09着 | R1:28.8             | -3.1 | 0山崎真輝 | 57        | マルカセンリョウ       | 540         |
| 0000.04.28 | 笠松   | ふじの花特別        | A      | ダ1600m（良） | 10    | 5     | 5     | 003.70（3人）   | 01着 | R1:39.3             | -1.9 | 0山崎真輝 | 56        | （ダイヤモンドステラ） | 533         |
| 0000.05.22 | 笠松   | かがり火特別        | A      | ダ1600m（良） | 10    | 5     | 5     | 001.10（1人）   | 01着 | R1:38.7             | -1.9 | 0山崎真輝 | 56.5      | （ダイヤモンドステラ） | 525         |
| 0000.06.22 | 阪神   | プロキオンS         | GIII   | ダ1400m（良） | 16    | 2     | 4     | 020.60（7人）   | 16着 | R1:25.6（39.9）     | -2.6 | 0和田竜二 | 56        | スターリングローズ     | 524         |
| 0000.09.04 | 笠松   | 高原特別            | A2     | ダ1600m（良） | 9     | 8     | 9     | 001.30（1人）   | 01着 | R1:41.6             | -1.1 | 0山崎真輝 | 57        | （タツミブレン）       | 533         |
| 0000.10.01 | 笠松   | 東海クラウン        | OP     | ダ1800m（良） | 10    | 3     | 3     | 001.10（1人）   | 01着 | R1:54.9             | -1.2 | 0向山牧   | 53.5      | （チェリーラスター）   | 530         |
| 0000.10.17 | 笠松   | スプリント          | SPIII  | ダ1400m（良） | 10    | 3     | 3     | 001.10（1人）   | 01着 | R1:25.2             | -1.1 | 0山崎真輝 | 57        | （シャンハイダロン）   | 531         |
| 0000.11.24 | 笠松   | 全日本サラブレッドC | GIII   | ダ1400m（稍） | 10    | 4     | 4     | 003.20（3人）   | 01着 | R1:26.1             | -0.2 | 0山崎真輝 | 56        | （スターリングローズ） | 533         |
| 0000.12.24 | 園田   | 兵庫ゴールドT       | GIII   | ダ1400m（良） | 10    | 7     | 8     | 000.00（2人）   | 03着 | R1:27.4             | -0.5 | 0安藤光彰 | 57        | スターリングローズ     | 539         |
| 2004.11.03 | 笠松   | 下呂特別            | A2     | ダ1600m（良） | 8     | 8     | 8     | 001.20（1人）   | 01着 | R1:42.4             | -1.3 | 0安藤光彰 | 57        | （マルカダイキチ）     | 528         |
| 0000.11.23 | 笠松   | 全日本サラブレッドC | GIII   | ダ1400m（良） | 10    | 8     | 9     | 000.00（3人）   | 09着 | R1:29.4             | -2.8 | 0安藤光彰 | 57        | ディバインシルバー     | 515         |
| 0000.12.28 | 園田   | 兵庫ゴールドT       | GIII   | ダ1400m（良） | 12    | 8     | 11    | 000.00（5人）   | 09着 | R1:29.1             | -1.8 | 0安藤光彰 | 57        | シーキングザダイヤ     | 523         |
| 2005.02.07 | 笠松   | ウインター争覇      | P      | ダ1900m（稍） | 5     | 5     | 5     | 001.70（1人）   | 01着 | R2:03.7             | -0.4 | 0安藤光彰 | 53        | （タイムトゥチェンジ） | 538         |
| 0000.03.10 | 笠松   | マーチC             | SPIII  | ダ1900m（良） | 8     | 5     | 5     | 000.00（1人）   | 04着 | R2:05.0             | -1.2 | 0安藤光彰 | 57        | タイムトゥチェンジ     | 538         |
| 0000.04.15 | 名古屋 | 東海桜花賞          | SPI    | ダ1400m（良） | 10    | 2     | 2     | 000.00（2人）   | 03着 | R1:26.8             | -0.2 | 0安藤光彰 | 57        | レイナワルツ           | 535         |
| 0000.05.21 | 中京   | テレビ愛知OP        | OP     | 芝1200m（良） | 17    | 5     | 9     | 052.9（12人）   | 10着 | R1:07.7（34.6）     | -1.0 | 0安藤光彰 | 59        | シーイズトウショウ     | 532         |
| 0000.06.22 | 笠松   | サマーC             | SPIII  | ダ1400m（良） | 9     | 8     | 9     | 002.90（2人）   | 01着 | R1:26.5             | -0.4 | 0安藤光彰 | 57        | （タイガーロータリー） | 531         |
| 0000.08.19 | 笠松   | くろゆり賞          | SPI    | ダ1600m（重） | 10    | 2     | 2     | 000.00（1人）   | 05着 | R1:42.6             | -1.9 | 0安藤光彰 | 57        | オグリスキー           | 545         |
| 0000.11.23 | 笠松   | 大垣共立銀行杯      | A2     | ダ1600m（良） | 9     | 3     | 3     | 001.80（1人）   | 01着 | R1:41.1             | -0.4 | 0安藤光彰 | 55        | （ニッタレヴュー）     | 544         |
| 0000.12.23 | 川崎   | 報知オールスターC   | GIII   | ダ2000m（良） | 12    | 4     | 4     | 000.00（8人）   | 10着 | R2:11.1（41.7）     | -3.1 | 0安藤光彰 | 57        | ケイアイミリオン       | 534         |
| 0000.12.31 | 笠松   | 東海ゴールドC       | SPI    | ダ1900m（良） | 10    | 8     | 9     | 000.00（2人）   | 03着 | R2:06.4             | -1.5 | 0安藤光彰 | 53        | エンシェント           | 540         |
| 2006.01.13 | 笠松   | 白銀争覇            | SPIII  | ダ1400m（良） | 10    | 1     | 1     | 000.00（2人）   | 02着 | R1:27.9             | -0.4 | 0阪上忠匡 | 57        | マルヨサンデー         | 538         |
| 0000.03.21 | 名古屋 | キリンのどごし杯    | A1     | ダ1600m（良） | 9     | 4     | 4     | 006.30（4人）   | 03着 | R1:42.4             | -2.0 | 0阪上忠匡 | 54        | ウイニングウインド     | 542         |
| 0000.04.05 | 船橋   | 房の国オープン      | OP     | ダ1600m（不） | 14    | 3     | 3     | 009.90（4人）   | 04着 | R1:39.8（39.8）     | -1.0 | 0阪上忠匡 | 55        | トーコーカント         | 533         |
| 0000.05.03 | 名古屋 | 花水木特別          | A2     | ダ1600m（良） | 9     | 1     | 1     | 003.50（2人）   | 04着 | R1:42.2             | -0.8 | 0阪上忠匡 | 56        | タカオライアン         | 532         |
| 0000.06.16 | 笠松   | サマーC             | SPIII  | ダ1400m（稍） | 10    | 7     | 7     | 006.40（2人）   | 07着 | R1:28.3             | -1.7 | 0阪上忠匡 | 57        | マイネフォクシー       | 534         |
| 0000.07.06 | 笠松   | 乗鞍短距離特別      | A2     | ダ1400m（稍） | 10    | 8     | 9     | 003.70（2人）   | 01着 | R1:27.7             | -0.1 | 0安藤光彰 | 54        | （ミステクノ）         | 535         |
| 0000.11.24 | 笠松   | 笠松グランプリ      | SPI    | ダ1400m（良） | 10    | 2     | 2     | 009.00（4人）   | 08着 | R1:29.8             | -1.5 | 0安藤光彰 | 57        | ミツアキタービン       | 535         |
| 0000.12.13 | 笠松   | 畜産フェア特別      | A2     | ダ1600m（重） | 10    | 5     | 5     | 003.20（2人）   | 02着 | R1:43.1             | -0.1 | 0岡部誠   | 58        | クィーンロマンス       | 535         |
| 2007.01.11 | 笠松   | 白銀争覇            | SPIII  | ダ1400m（稍） | 9     | 2     | 2     | 009.70（5人）   | 07着 | R1:28.6             | -1.4 | 0安藤光彰 | 57        | チヨノドラゴン         | 534         |
| 0000.01.23 | 笠松   | 東海クラウン        | OP     | ダ1800m（良） | 9     | 5     | 5     | 006.20（3人）   | 05着 | R2:00.9             | -1.3 | 0岡部誠   | 57        | エイシンダイオー       | 535         |
| 0000.02.13 | 笠松   | アメジスト特別      | A2     | ダ1600m（良） | 8     | 5     | 5     | 002.20（1人）   | 01着 | R1:43.6             | -0.0 | 0安藤光彰 | 57        | （ロイヤルブレンド）   | 536         |
| 0000.02.28 | 笠松   | 梅月特別            | A2     | ダ1600m（稍） | 10    | 8     | 9     | 001.80（1人）   | 01着 | R1:44.9             | -1.0 | 0岡部誠   | 57        | （ナリタルートワン）   | 538         |
| 0000.03.15 | 笠松   | 弥生特別            | A2     | ダ1800m（良） | 9     | 1     | 1     | 001.40（1人）   | 01着 | R1:58.7             | -0.7 | 0岡部誠   | 54        | （クィーンロマンス）   | 532         |
| 0000.05.17 | 笠松   | 東海クラウン        | OP     | ダ1600m（不） | 8     | 1     | 1     | 003.00（2人）   | 08着 | R1:43.2             | -1.7 | 0安部幸夫 | 57        | エイシンダイオー       | 533         |
| 0000.06.14 | 笠松   | サマーC             | SPIII  | ダ1400m（不） | 10    | 4     | 4     | 015.20（4人）   | 08着 | R1:30.3             | -4.6 | 0向山牧   | 57        | マサアンビション       | 537         |
| 0000.07.18 | 笠松   | 揖斐峡特別          | A2     | ダ1600m（稍） | 7     | 3     | 3     | 002.20（2人）   | 01着 | R1:42.5             | -0.3 | 0東川公則 | 58        | （セイウンドリーム）   | 539         |
| 0000.08.17 | 笠松   | 葉月特別            | A2     | ダ1600m（良） | 8     | 7     | 7     | 003.00（2人）   | 04着 | R1:44.5             | -0.9 | 0東川公則 | 58        | マルヨスポット         | 541         |
| 0000.11.06 | 笠松   | 虎渓山特別          | A2     | ダ1600m（良） | 7     | 6     | 6     | 001.60（1人）   | 06着 | R1:46.9             | -3.2 | 0岡部誠   | 57        | ニッシングリン         | 541         |
| 0000.11.29 | 笠松   | いろり火特別        | A2     | ダ1600m（良） | 10    | 2     | 2     | 003.40（2人）   | 07着 | R1:46.4             | -1.8 | 0岡部誠   | 57        | ロケットパンチ         | 543         |

## 血統表
| レジェンドハンターの血統      | レジェンドハンターの血統                      | レジェンドハンターの血統                | （血統表の出典）                   | （血統表の出典） |
| 父系                          | ニジンスキー系                                | ニジンスキー系                          | ニジンスキー系                     | [ § 2 ]          |
| 父 サクラダイオー 1984 鹿毛   | 父の父マルゼンスキー 1974 鹿毛                | Nijinsky                                | Northern Dancer                    | Northern Dancer  |
| 父 サクラダイオー 1984 鹿毛   | 父の父マルゼンスキー 1974 鹿毛                | Nijinsky                                | Flaming Page                       |                  |
| 父 サクラダイオー 1984 鹿毛   | 父の父マルゼンスキー 1974 鹿毛                | *シル                                   | Buckpasser                         | Buckpasser       |
| 父 サクラダイオー 1984 鹿毛   | 父の父マルゼンスキー 1974 鹿毛                | *シル                                   | Quill                              |                  |
| 父 サクラダイオー 1984 鹿毛   | 父の母*サニースワップス Sunny Swaps 1975 鹿毛 | Hawaii                                  | Utrillo                            | Utrillo          |
| 父 サクラダイオー 1984 鹿毛   | 父の母*サニースワップス Sunny Swaps 1975 鹿毛 | Hawaii                                  | Ethane                             |                  |
| 父 サクラダイオー 1984 鹿毛   | 父の母*サニースワップス Sunny Swaps 1975 鹿毛 | Iron Age                                | Khaled                             | Khaled           |
| 父 サクラダイオー 1984 鹿毛   | 父の母*サニースワップス Sunny Swaps 1975 鹿毛 | Iron Age                                | Iron Reward                        |                  |
| 母 サクラソフティー 1983 鹿毛 | 母の父サクラショウリ 1975 鹿毛                | *パーソロン Partholon                   | Milesian                           | Milesian         |
| 母 サクラソフティー 1983 鹿毛 | 母の父サクラショウリ 1975 鹿毛                | *パーソロン Partholon                   | Paleo                              |                  |
| 母 サクラソフティー 1983 鹿毛 | 母の父サクラショウリ 1975 鹿毛                | *シリネラ Shirinella                    | *フォルティノ                      | *フォルティノ    |
| 母 サクラソフティー 1983 鹿毛 | 母の父サクラショウリ 1975 鹿毛                | *シリネラ Shirinella                    | Shirini                            |                  |
| 母 サクラソフティー 1983 鹿毛 | 母の母サクラタニマサ 1976 栗毛                | *ネプテューヌス Neputunus               | Neptune                            | Neptune          |
| 母 サクラソフティー 1983 鹿毛 | 母の母サクラタニマサ 1976 栗毛                | *ネプテューヌス Neputunus               | Bastia                             |                  |
| 母 サクラソフティー 1983 鹿毛 | 母の母サクラタニマサ 1976 栗毛                | *スワンズウッドグローヴ Swanswood Grove | Grey Sovereign                     | Grey Sovereign   |
| 母 サクラソフティー 1983 鹿毛 | 母の母サクラタニマサ 1976 栗毛                | *スワンズウッドグローヴ Swanswood Grove | Fakhry                             |                  |
| 母系(F-No.)                   | スワンズウッドグローヴ系(FN:F16-a)            | スワンズウッドグローヴ系(FN:F16-a)      | スワンズウッドグローヴ系(FN:F16-a) | [ § 3 ]          |
| 5代内の近親交配               | Grey Sovereign 5×4                            | Grey Sovereign 5×4                      | Grey Sovereign 5×4                 | [ § 4 ]          |
| 出典                          | 1. 2. 3. 4.                                   | 1. 2. 3. 4.                             | 1. 2. 3. 4.                        | 1. 2. 3. 4.      |

- 父サクラダイオーは南関東で6戦5勝、2着1回という連対率100%の成績を残したが、重賞には出走すらすることなく引退している。その後、半兄に1986年のアルゼンチン共和国杯など重賞競走2勝のサクラサニーオー（父パーソロン）がいることもあり、1990年より種牡馬として供用され、2001年に供用が停止されるまで200頭以上に種付けし、血統登録されレースに出走した産駒のうち112頭が勝ち馬となった。
- 母サクラソフティーは不出走。その全妹のミスティローズの孫にフジノテンビーがいるほか、3代母スワンズウッドグローブの牝系からは多数の「サクラ」冠名を持つ重賞勝ち馬が輩出されている。